# Hugo Bachmann (Bauingenieur)

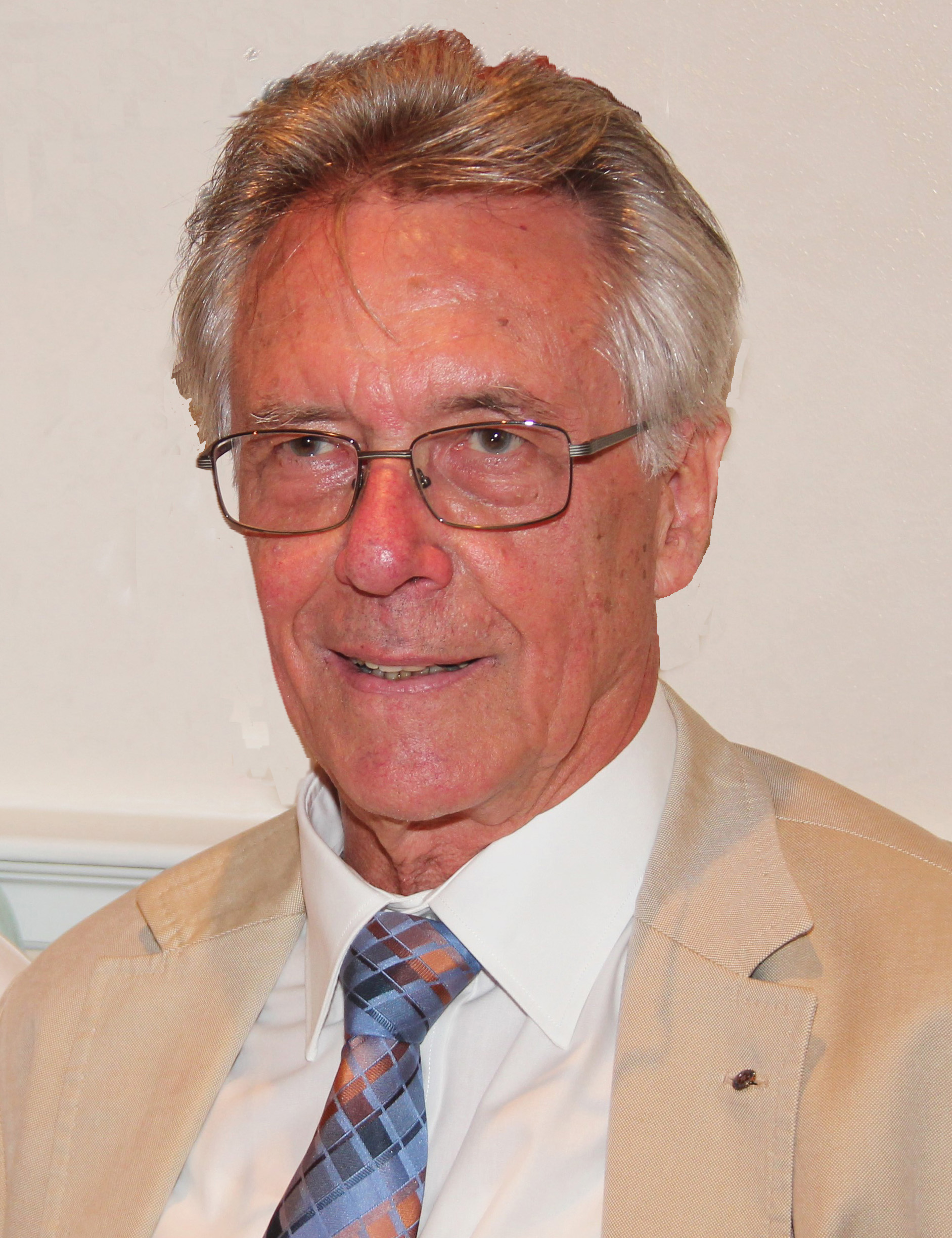
Hugo Bachmann 2016

Hugo Bachmann (* 27. September 1935) ist ein Schweizer Bauingenieur und  emeritierter Professor der  Eidgenössischen Technischen Hochschule Zürich.

## Biografie
Hugo Bachmann studierte Bauingenieurwesen an der ETH Zürich und erwarb das Diplom 1959. Bis 1963 war er in einem Ingenieurbüro und in der Entwicklungsabteilung der Spannbetonfirma Stahlton AG / BBRV in Zürich tätig. Danach wirkte er wieder an der ETH, wo er Assistent bei Bruno Thürlimann war und 1967 promovierte (Zur plastizitätstheoretischen Berechnung statisch unbestimmter Stahlbetonbalken). Teilzeitlich leitete er eine mittelgrosse Bau- und Generalunternehmung im St. Galler Rheintal. Seit 1969 war er Assistenzprofessor und seit 1977 ordentlicher Professor am Institut für Baustatik und Konstruktion (IBK) der ETH Zürich. 2000 wurde er emeritiert (Abschiedsvorlesung: Stahlbeton, Baudynamik und Erdbebeningenieurwesen – ein paar Widersprüche ).
Er war beratender Experte bei zahlreichen Bauprojekten wie Brücken und Hochbauten für Fragen des Stahlbetons und Spannbetons, des erdbebensicheren Bauens und bei Schwingungsproblemen der Bauwerke. Bevor er sich vor allem mit der Baudynamik und der Erdbebensicherung von Bauwerken befasste, forschte er über Plastizität von Stahlbeton- und Spannbetonstrukturen, Leichtbeton, Rissbildung, Schubbemessung, Vorspannung u. a.
Bachmann engagierte sich auch immer wieder für gemeinschaftliche Anliegen. So war er der Hauptinitiant und Präsident der Eidgenössischen Volksinitiative für Fuss- und Wanderwege, die 1979 den entsprechenden Artikel in der Bundesverfassung bewirkte. 2004 gründete er die Stiftung für Baudynamik und Erdbebeningenieurwesen zur Förderung der Kompetenzen der Ingenieure in der Praxis.
Hugo Bachmann baute an der ETH das Fachgebiet Baudynamik und Erdbebeningenieurwesen auf. Unter anderem wurde ein Erdbebensimulator in Form eines Rütteltisches entwickelt und 1995 in Betrieb genommen. Er war an der Ausarbeitung der Erdbebennormen in der Schweiz und im Eurocode 8 beteiligt und schrieb mit Thomas Paulay (University of Canterbury, Christchurch, Neuseeland) ein Standardwerk über Erdbebenbemessung von Stahlbeton-Hochbauten, wobei beide das Prinzip der Kapazitätsbemessung entwickelten. Bachmann untersuchte auch dynamische Lasten verursacht durch Menschen in Gebäuden (zum Beispiel Turn- und Sporthallen, Fußgängerbrücken) und Dämpfungseffekte im Stahlbeton. Eine Monographie von ihm über Schwingungsprobleme an Bauwerken wurde auch ins Englische übersetzt. Eine weltweite Ausstrahlung hatte zudem die Monographie zum erdbebengerechten Entwurf (Seismic Conceptual Design) von Hochbauten, die in zahlreiche Sprachen übersetzt wurde, darunter in Türkisch, Arabisch und Chinesisch.
Von 2007 bis 2013 saß Bachmann in der Jury des Architektur- und Ingenieurpreis erdbebensicheres Bauen.
Er ist Ehrendoktor der Universität Kassel und Ehrenmitglied der International Association for Earthquake Engineering (IAEE), in der er Vertreter für Europa war, und der European Association for Earthquake Engineering (EAEE).

## Schriften (Auswahl)
- Längsschub und Querbiegung in Druckplatten von Betonträgern, IBK, Birkhäuser 1978
- Teilweise Vorspannung: Erfahrungen in der Schweiz und Fragen der Bemessung, IBK, Birkhäuser 1980
- mit Walter Ammann, Armin Ziegler: Erdbebenbeanspruchung von Beton- und Leichtbetonbauwerken nach verschiedenen Normen und Berechnungsverfahren, IBK 1980
- Praktische Bauwerksdynamik am Beispiel der menschenerregten Schwingungen, IBK, Birkhäuser 1988
- mit Karl Baumann: Durch Menschen verursachte dynamische Lasten und deren Auswirkungen auf Balkentragwerke, Birkhäuser 1988
- mit Thomas Paulay,  Konrad Moser: Erdbebenbemessung von Stahlbetonhochbauten, Birkhäuser 1990
- Hochbau für Ingenieure. Eine Einführung, Springer 1994
- mit Walter Ammann und anderen: Vibration Problems in Structures: Practical Guidelines, Birkhäuser 1995
- Erdbebensicherung von Bauwerken, Birkhäuser 1995, 2. Auflage 2002
- Seismic Conceptual Design of Buildings – Basic Principles for Engineers, Architects, Building Owners, and Authorities, Bundesamt für Wasser und Geologie 2002, heute Bundesamt für Umwelt
- Wenn Bauwerke schwingen : Baudynamik und Erdbebeningenieurwesen in der Schweiz – Geschichte und Geschichten, vdf Hochschulverlag, ETH Zürich 2015